# Gruben (Hochstadt am Main)
Gruben ist ein Ortsteil der oberfränkischen Gemeinde Hochstadt am Main im Landkreis Lichtenfels.

## Geografie
Das Weiler liegt etwa sieben Kilometer östlich von Lichtenfels.
Gruben befindet sich zwischen dem nördlich fließenden Main, bei der Rodachmündung, und der südlich verlaufenden Bahnstrecke Lichtenfels–Hochstadt-Marktzeuln.

## Geschichte
Der Ortsname bedeutet wohl „eine tiefe, fischreiche Stelle im Main“. Zwischen Gruben und Hochstadt wurden zahlreiche steinzeitliche Siedlungsstellen entdeckt.
Die Erstnennung war 1435, als Heinz von Schaumberg über einen vom Kloster Langheim ausgeführten Bau am Main „unter dem Kaczenczagel“ informiert wurde. 1451 überließ das Kloster Langheim Heinz Mulner und seiner Frau ein Gut mit dem Namen „die Gruben“ am Katzenzagel. Etwa 1530 gehörte dem Kloster am Main bei Hochstadt ein Fischwasser, dazu Haus, Stadel und andere Gebäude, genannt die „Grub“.
Im Jahr 1801 gehörte die sogenannte Gruben, ein kleines Fischerhaus am Main, zu Hochstadt. 1846 wurde Bahnstrecke Lichtenfels–Hochstadt bei Gruben eröffnet. 1862 wurde die Landgemeinde Hochstadt, bestehend aus dem Kirchdorf Hochstadt und dem Weiler Gruben sowie der Einöde Geutersberg, in das neu geschaffene bayerische Bezirksamt Lichtenfels eingegliedert. 1871 zählte der Weiler 33 Einwohner, die alle katholisch waren, und 7 Gebäude. Er gehörte zur 3,0 Kilometer entfernten katholischen Pfarrei in Zeuln. Die zuständige katholische Schule befand sich im 3,0 Kilometer entfernten Wolfsloch. Im Jahr 1900 lebten 15 Personen in 3 Wohngebäuden in Gruben, das dem Sprengel der evangelischen Pfarrei Obristfeld zugeordnet war. Die zuständige katholische Schule befand sich im 1,5 Kilometer entfernten Hochstadt. 1925 lebten in dem Ort 18 Personen in 3 Wohngebäuden. 1950 hatte das Dorf 24 Einwohner und 3 Wohngebäude. Es war von der Pfarrei Marktzeuln ausgepfarrt und der Pfarrei Hochstadt angeschlossen worden und gehörte zum Sprengel der evangelischen Pfarrei Schwürbitz. Im Jahr 1970 zählte Gruben 13 Einwohner und 1987 16 Einwohner sowie 3 Wohngebäude mit 4 Wohnungen.